# 경호정
경호정(景湖亭)은 충청북도 음성군 음성읍에 있는 향토문화유적이다. 2001년 12월 7일 음성군의 향토문화유적 제9호로 지정되었다.

## 개요
경호정은 1934년에 창건되었으며, 당시는 인풍정(仁風亭)이라 하였고, 그 뒤에 경호정이라 이름을 바꾸어 오늘에 이르고 있다. 현재의 정자는 1997년에 중건하였다.  경호정의 전체 배치는 동남향으로 정자 주위에 연못을 조성하여 섬 안에 정자가 있는 모습으로 이러한 조성기법은 정자나 누정 건축에서 볼 수 있는 일반적 형태이다. 경호정은 정면 2칸, 측면 2칸의 팔작지붕 목조기와집으로, 4면 모두를 개방시키고, 사방을 트이게 하여 정자로서의 기능을 살리도록 구성하고 있다.